# Meppershall
Meppershall är en ort och civil parish i Storbritannien.   Den ligger i kommunen Central Bedfordshire i riksdelen England, i den sydöstra delen av landet, 60 km norr om huvudstaden London. Meppershall ligger 71 meter över havet och antalet invånare är 1 584.
Terrängen runt Meppershall är platt. Runt Meppershall är det tätbefolkat, med 709 invånare per kvadratkilometer. Närmaste större samhälle är Luton, 16,2 km söder om Meppershall. Trakten runt Meppershall består till största delen av jordbruksmark.